# Hans Bühler (Kaufmann)
Hans Werner Bühler (* 12. Juli 1941 in Uster; † 27. Juli 2018 in Zürich) war ein Schweizer Verkäufer für den Hersteller von Chiffriergeräten Crypto AG.

## Leben
Hans Bühler besuchte 1958 die Handelsschule in Neuenburg. Er lernte bis 1962 Telegrafist bei der Schweizer Post (damals PTT) und fuhr danach vier Jahre als Funker auf Hochseeschiffen für die Suisse Atlantique S.A. der Lausanner André-Gruppe.  1967/1968 studierte er in England am College of Technology in Hull und Southampton Schiffselektronik und in Deutschland Schifffahrtskaufmann. 1969 und 1970 war er für das Internationale Komitee vom Roten Kreuz (IKRK) in Nigeria und im Jemen tätig. Hans Bühler arbeitete fünf Jahre für die Hochseefischerei in Kuwait und Senegal und leitete 1976/77 als Fleet Manager Hochseefischereibasen in Papua-Neuguinea, Malaysia und Alabama. 1978 besuchte er eine Managementschule am Polytechnikum in Plymouth. Ab 1979 hatte er eine Anstellung als Verkaufsingenieur des Chiffriergeräteherstellers Crypto AG, Steinhausen ZG; danach während dreizehn Jahren weltweite Verkaufstätigkeit.
Bühler sass ab dem 18. März 1992 wegen Spionagevorwürfen 292 Tage in Teheran im Gefängnis. Anfänglich weigerte sich die Crypto, die von den Iranern geforderte Kaution in Höhe von 1 Million Franken zu zahlen. Kurz nach seiner Freilassung wurde Bühler von seinem Arbeitgeber entlassen und gegen eine Geldzahlung zum Schweigen verpflichtet. Wie sich später herausstellte, hatte Bühler nichts von den im Rahmen der Operation Rubikon manipulierten Geräten gewusst und begonnen, sich gegenüber Medien kritisch zu dem Vorgang zu äussern.
Danach war er bei der Schweizerischen Zentrale für Handelsförderung und bis zur Pensionierung beim französischen Computerkonzern Bull.
Bühler war Funkamateur mit Rufzeichen «HB9XJ». Seine Ehefrau Verena Blumer Bühler starb 2015.

## Video
- Die Crypto AG in Zug – Die Schweiz in geheimer Mission, Schweizer Radio und Fernsehen. 2020[8]